# Erik Blodyx
Erik I ”Blodyx” Haraldsson, kung i Norge efter fadern från omkring 933. Född cirka 895, död 954 i England. Son till Harald I Hårfager Halvdansson och Ragnhild Eriksdotter. 
De uppgifter som finns om Erik Blodyx i källorna är av mycket tvivelaktig natur, och man vet i själva verket mycket lite om hans regeringstid i Norge. I början av 1900-talet började vissa forskare att identifiera honom med en Erik som i anglosaxiska källor skall ha varit kung i Northumberland från slutet av 940- till början av 950-talet, men identifikationen är inte helt säker. Enligt de engelska krönikorna från 900-talet ska Erik blivit förrådd av adelsmannen Osulf, men omständigheterna av detta är okända. Det är också oklart på vilket sätt Osulf ska ha förått Erik. 
Erik skall ha varit kung av Norge cirka 933 till 935, då han fördrevs. Han var senare kung i York i England och där stupade han 954 eller möjligen 952. Hans regeringstid över det engelska kungariket Northumbria (som erövrats av nordmännen på 800-talet) är, till skillnad från den norska tiden, omskriven i samtida källor och källor skrivna strax efter hans död. Andra spår av hans tid är mynt, präntade med hans namn. De isländska sagorna skriver om en dramatisk fejd mellan Erik och skalden Egil Skallagrimsson.

## Liv
Kung Harald hade många söner, men Erik var den ende som hade en kunglig mor. Ragnhild ska ha varit dotter till kung Erik av Jylland. Troligen blev Erik därför utsedd som efterträdare till kung Harald som överkonung, medan flera av hans bröder fick delar av Norge att härska över som kungar under Eriks ledning. Erik var också samregent med sin far under dennes sista levnadsår, i enlighet med tidens lagar. Redan innan faderns död var förhållandet till bröderna dåligt och gick sen över i väpnad konflikt. Som 12-åring skickades Erik i viking a sin far. 
Det första brödramordet skedde på kung Haralds initiativ. Eriks halvbror Ragnvald var intresserad av trolldom, liksom hans mor Snöfrid varit, och hade många trollkarlar under sitt beskydd. Harald skall enligt sagan haft ett stort hat emot allt vad trolldom hette och beordrat trollkarlarna i Ragnvalds land att upphöra med sådana aktiviteter. När de åberopade Ragnvalds beskydd sände Harald Erik till Ragnvald. Erik brände då Ragnvald och alla trollkarlarna inne.  
Senare kom han i konflikt med Bjørn Farmann gällande utbetalning av skatt, vilket ledde till att Erik och hans män mördade Bjørn och stora delar av hans följe. Eriks bror Halvdan Svarte d.y. blev rasande över detta tilltag och försökte döda Erik i ett bakhåll. Erik slapp dock undan och avsvor sig hämnd först efter att kung Harald bett Erik skona Halvdan (Halvdan var liksom Erik en av Haralds älsklingssöner). Halvdan Svarte d.y. fick dock inte leva länge. Han förgiftades, enligt ryktet på order av Eriks hustru Gunhild. 
Efter Harald Hårfagers död skall flera av sönerna ha gjort uppror emot Eriks överhöghet och gjort sig själva till självständiga kungar i de områden de fått tilldelade. De mäktigaste av sönerna, Olaf och Sigröd, mötte Erik i ett slag vid Tunsberg. Erik hade dock en större armé, som var härdad av vikingatåg på Östersjön, och de två bröderna föll. När de andra upproriska bröderna fick höra detta gick de i landsflykt.  
Håkon Adalsteinsfostre, som enligt sägnen var Harald Hårfagers yngste son, anlände till Norge efter en uppväxt i England och slog sig samman med ladejarlen Sigurd Håkonsson, morbror till Halvdan Svarte d.y. och Sigröd. Många andra stormän i Norge såg Håkon som ett bättre alternativ till Erik; denne fördrevs då till Orkney och sedan till England där han blev kung över Northumbria. 
I England skall Erik och hans familj ha låtit döpa sig. Efter några år på tronen blev Erik störtad och dödad i strid. Omständigheterna är okända, men senare engelska källor talar om att Erik skulle ha blivit "svekfullt förrådd". Efter hans död lät Gunhild dikta Eiriksmal - ett arvkväde med tydligt hedniskt budskap. Detta kan ha tytt på att Erik och hans gemål endast antagit kristendomen för att göra sig acceptabla för sina engelska undersåtar, men privat hållit fast vid hedendomen. Gunhild och hennes barn med Erik flydde till Danmark där de levde under Harald Blåtands beskydd.

## Tillnamn
Ursprunget till det dramatiska namnet "Blodyx" är inte fastställd. Källorna från den tidiga medeltiden ger två förklaringar. Den första är att Eriks mord på sina bröder gav upphov till namnet. Den andra förklaringen är hur grymt Erik ska ha behandlat folket i Bjarmaland under vikingatåg där. Latinska källor ger honom tillnamnet fratrum interfector - Brödradräparen.

## Familj
Erik var gift med drottning Gunhild. Enligt Snorre Sturlasson var Erik sexton år gammal när han gifte sig med henne. Den isländska sagotraditionen identifierar henne med en dotter till en hövding Ossur från Hålogaland, men Historia Norvegiæ identifierar henne som dotter till kung Gorm den gamle i danska Jelling. Den senare uppgiften hålls ganska allmänt som troligare. 
Barn
1. Harald Gråfäll
2. Gamle Eriksson (död ca. 960)
3. Ragnfred Eiriksson

Efter Håkons död delades Norge mellan Eriks söner.